# Dianne Burge
Pour les articles homonymes, voir Burge (homonymie).
Dianne Burge, née Bowering le 9 octobre 1943 à Adélaïde et morte le 11 juin 2024, est une athlète australienne, spécialiste du sprint.
En 1966 elle est triple médaillée d'or sur 100 yards, 220 yards et relais 4 x 110 yards aux Jeux de l'Empire britannique et du Commonwealth.
Elle arrive 6e au 100 m des Jeux olympiques d'été de 1968.